# Aula Leopoldina

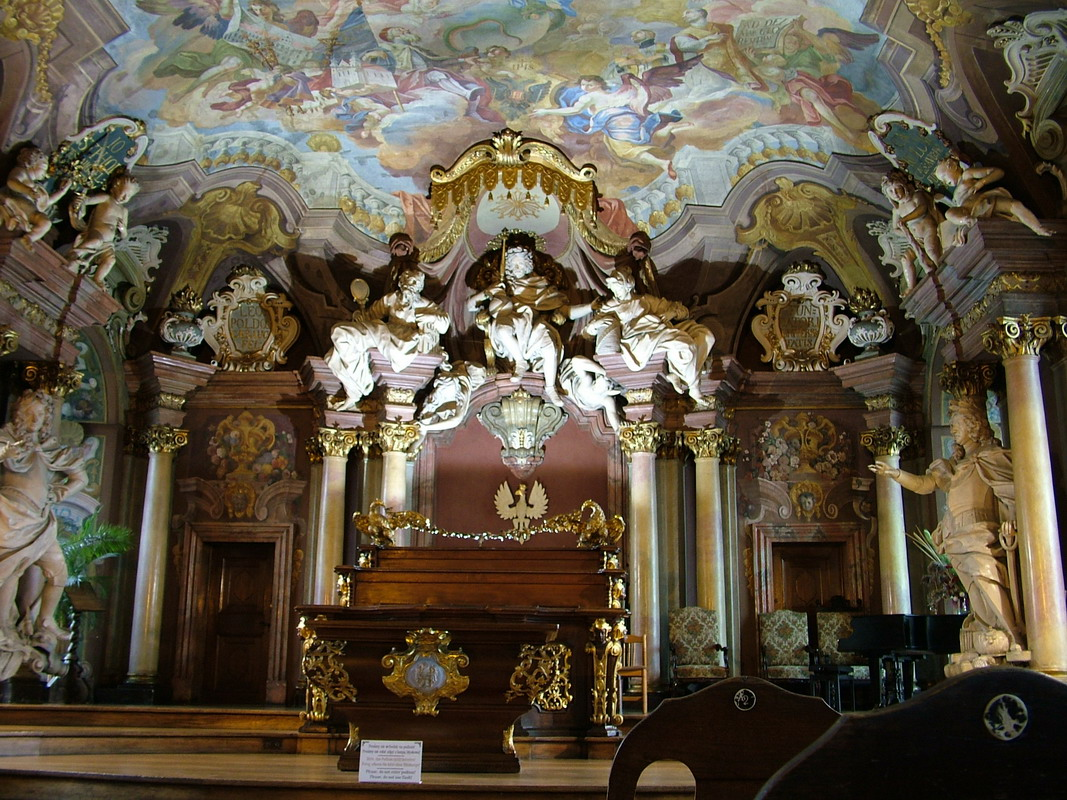
Keizer Leopold I aan het hoofd van de Aula Leopoldina

De Aula Leopoldina van de Universiteit van Wrocław is een geheel in barokstijl ingerichte representatieve ruimte binnen het Academiegebouw van deze universiteit. De Aula Leopoldina geldt als een goed voorbeeld van een Gesamtkunstwerk, dat wil zeggen een perfect samenspel van een bepaalde bouw- en kunststijl op één plek en/of in één ruimte.
De Aula Leopoldina bevindt zich in de westelijke vleugel van het in barokstijl gebouwde Academiegebouw van de Universiteit van Wrocław, op de eerste verdieping. Net als de aula’s van andere universiteiten heeft ook deze ruimte vooral een representatieve functie, waarbij academische plechtigheden de boventoon voeren. Zo worden er eredoctoraten uitgereikt, vindt er ieder jaar de opening van het academisch jaar plaats (in Wrocław: begin oktober) en worden er onder andere conferenties gehouden. Concerten, onder andere in het kader van het festival Wratislavia Cantans, zijn ook hier vaak gegeven, maar sinds de heropening van het door bommen verwoeste en in de jaren ’90 van de 20e eeuw in oude luister herstelde Oratorium Marianum (de Muziekzaal) in hetzelfde complex is deze activiteit vooral naar het Oratorium verlegd.
De Aula Leopoldina heeft in de Tweede Wereldoorlog maar beperkte schade opgelopen, hoewel het Academiegebouw zelf op tal van plaatsen geraakt is door Russische bommen: de door explosies veroorzaakte scheuren in de gewelven konden relatief gemakkelijk weer worden hersteld. Zo vertoont zich nu een geheel barokke zaal, met talrijke wand- en plafondschilderingen, meubilair in stijl en ook veel ornamenten (meestal in wit marmer uitgevoerd).

## Naamgeving
De naamgeving grijpt terug op het bewind van keizer Leopold I, die in 1702 de Universiteit stichtte. Deze stierf in 1705 en werd opgevolgd door zijn zoon Jozef I, en na diens dood in 1711 door Karel VI. De Aula Leopoldina zelf kwam tot stand tijdens het bewind van deze laatstgenoemde keizer, en in de zaal bevinden zich dan ook drie grote beelden van alle drie genoemden.
Naamgever Leopold is het meest prominent aanwezig: zijn beeld hangt boven het voor in de zaal gelegen podium, waar de hoogleraren en hoge autoriteiten van de universiteit plaatsnemen bij academische plechtigheden. Links en recht van het podium zijn nog kleine ereloges ingericht, voor respectievelijk de kanselier en de rector magnificus van de universiteit.

## De meewerkende kunstenaars
Als bouw- en inrichtingsperiode gelden de jaren 1728-1732. Met name het schilderwerk van de uit Olomouc afkomstige barokschilder Johann Christoph Handke (volgens een inscriptie in de zaal begonnen op het Driekoningenfeest van 1732), de beeldengroepen van Franz Joseph Mangoldt en de gemarmerde muren en zuilen van Ignacio Provisore vormen de voornaamste elementen in deze zaal, die ondanks zijn relatief lage plafond toch een grote ruimtelijke werking kent.

## Trivia
Een beruchte rede van Walther Steller, Germanist/Frisist en hoogleraar aan de Universiteit van Breslau (een van de rechtsvoorgangers van de huidige Universiteit van Wrocław), gehouden op 10 mei 1933 in de Aula Leopoldina, geldt als het openingsakkoord van de grote nazistische boekverbranding van deze dag in onder andere Breslau en Berlijn. Deze redevoering wordt daarom ook wel Flammenrede genoemd.

## Afbeeldingen

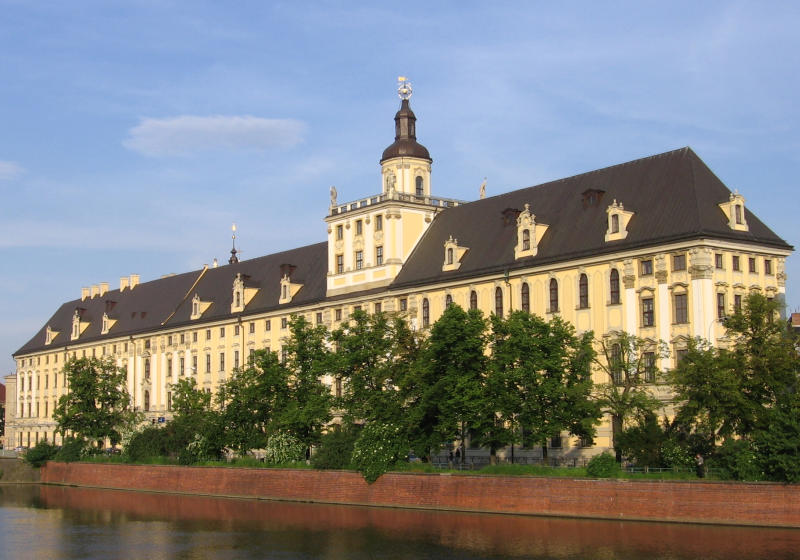
Het Academiegebouw van de Universiteit van Wrocław; de Aula Leopoldina bevindt zich in het rechterdeel van het gebouw
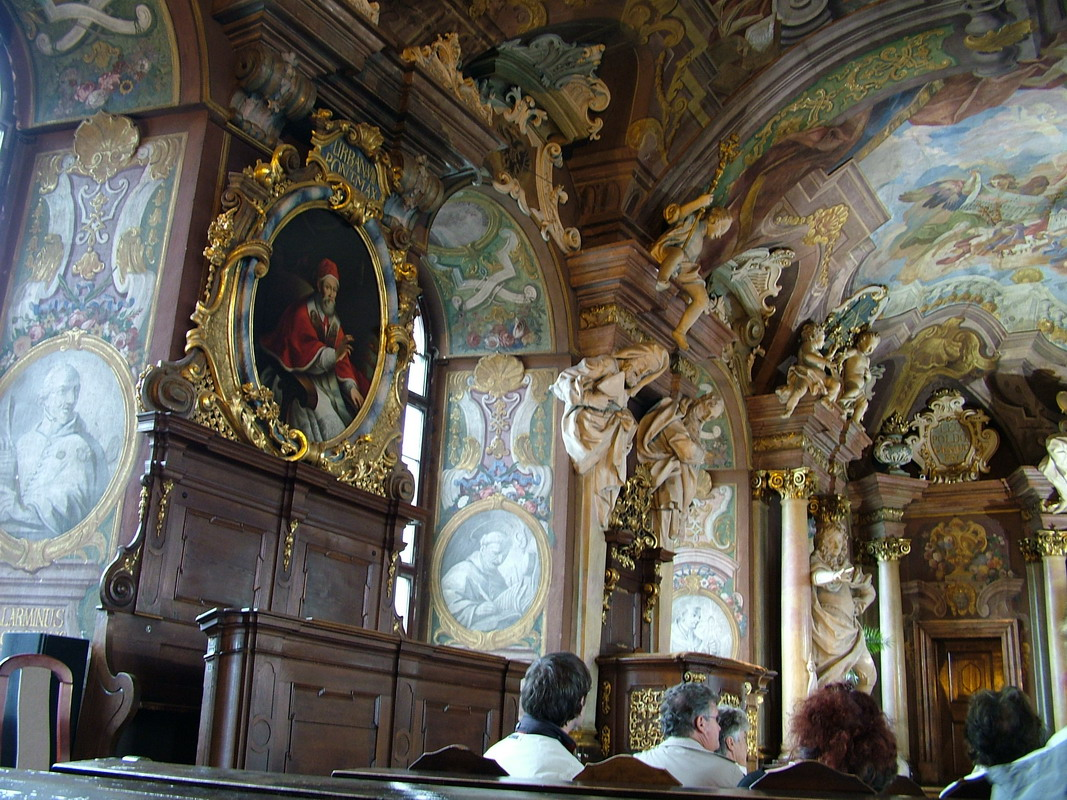
zuidwand en meubilair van de Aula, met onder andere voorin de kleine Kanseliersloge
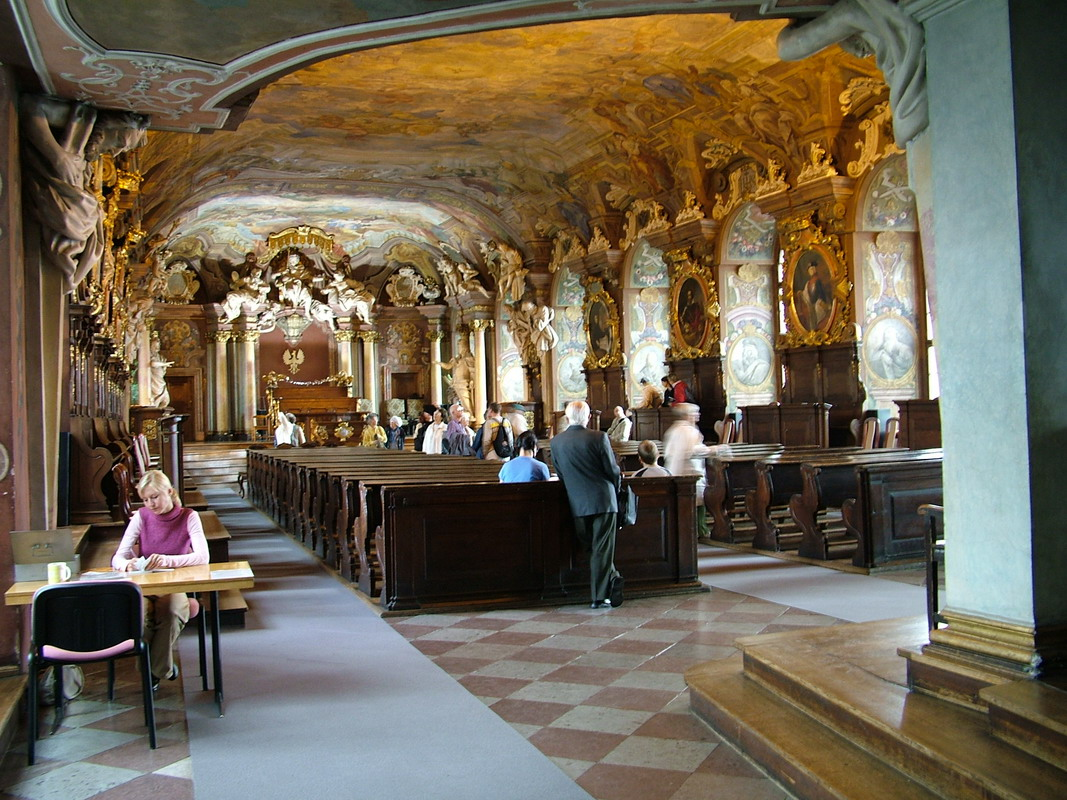
overzicht van de Aula Leopoldina, naar het westen toe
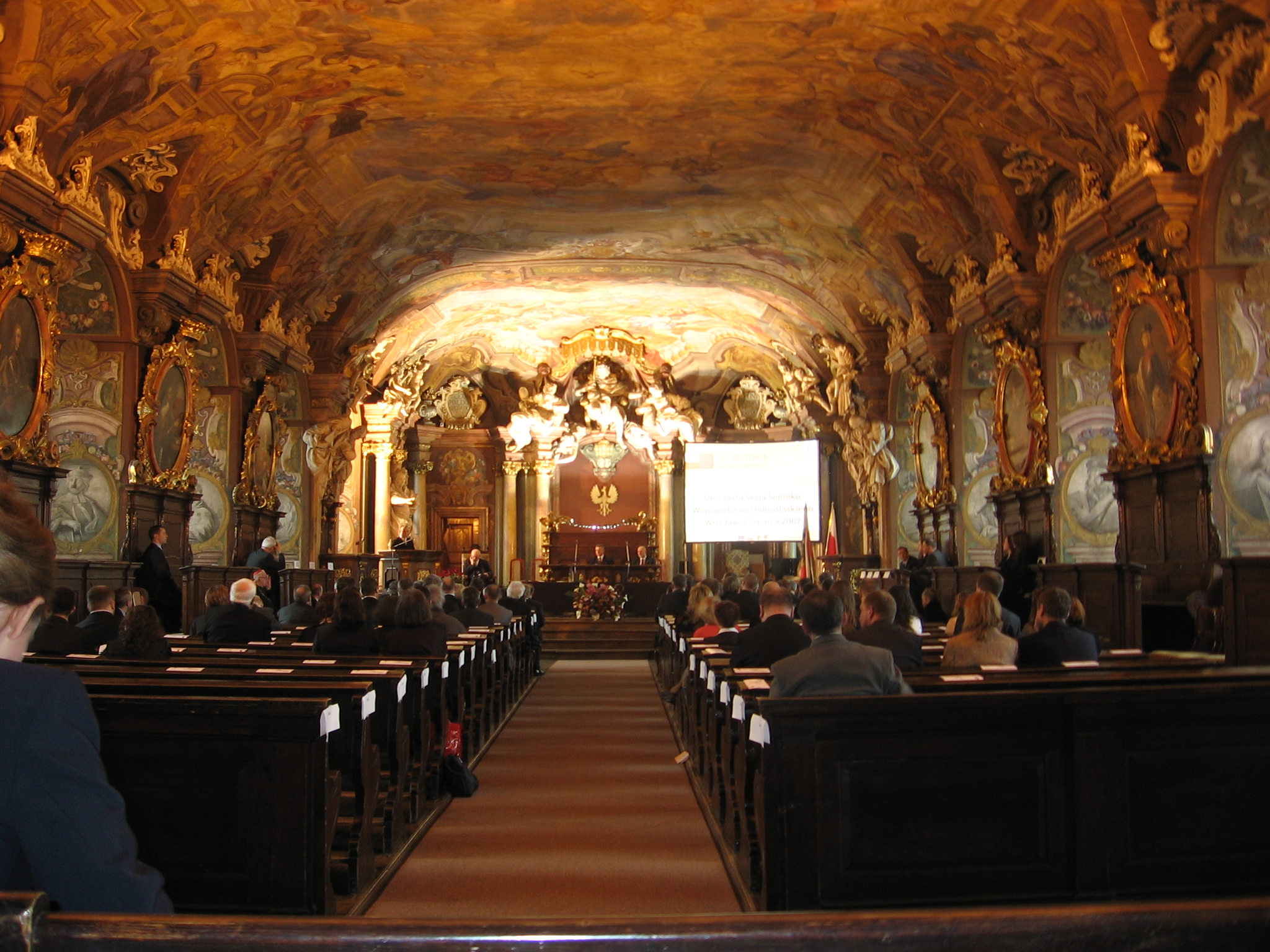
de aula in gebruik als conferentieruimte